# Tarmo Rüütli
Tarmo Rüütli, né le 11 août 1954 à Viljandi en Estonie, est un footballeur estonien, devenu entraîneur à l'issue de sa carrière, qui évoluait au poste de milieu de terrain.

## Biographie

### Carrière d'entraîneur
Tarmo Rüütli dirige l'équipe d'Estonie de décembre 1999 à octobre 2000, sur un total de 8 matchs. Son bilan à la tête de l'équipe nationale est de 4 victoires, 2 matchs nuls et 2 défaites.
Puis il dirige une deuxième fois l'équipe d'Estonie de février 2008 à novembre 2013, sur un total de 79 matchs. Son bilan à la tête de l'équipe nationale est de 24 victoires, 16 matchs nuls et 39 défaites. Il est le premier sélectionneur à réussir à qualifier l'équipe d'Estonie pour les barrages du championnat d'Europe, en terminant deuxième de son groupe de qualifications, derrière l'Italie mais devant la Serbie.

## Palmarès

### En tant qu'entraîneur
- Avec le Levadia Tallinn
  - Champion d'Estonie en 2004, 2006 et 2007
  - Vainqueur de la Coupe d'Estonie en 2004, 2005 et 2007

- Avec le Flora Tallinn
  - Vainqueur de la Coupe d'Estonie en 2009
  - Vainqueur de la Supercoupe d'Estonie en 2009

### Distinctions personnelles
- Élu Meilleur entraîneur du championnat en 2006 et 2007
- Élu entraîneur estonien de l'année en 2011
- Ordre de l'Étoile blanche d'Estonie de 4e classe,  en 2012